# Асемини
Асемини (итал. Assemini) је насеље у Италији у округу Каљари, региону Сардинија.
Према процени из 2011. у насељу је живело 25257 становника. Насеље се налази на надморској висини од 9 м.

## Становништво
Према резултатима пописа становништва 2011. у општини је живело 26.620 становника.
| 1931. | 1936. | 1951. | 1961. | 1971.  | 1981.  | 1991.  | 2001.  | 2011.  |
| ----- | ----- | ----- | ----- | ------ | ------ | ------ | ------ | ------ |
| 4.086 | 4.934 | 6.902 | 9.439 | 11.627 | 16.830 | 20.491 | 23.973 | 26.620 |